# Miagrammopes gulliveri
Miagrammopes gulliveri är en spindelart som beskrevs av Butler 1876. Miagrammopes gulliveri ingår i släktet Miagrammopes och familjen krusnätsspindlar. Inga underarter finns listade i Catalogue of Life.